# Advances in Geometry
Advances in Geometry es una revista de matemáticas revisada por pares y publicada trimestralmente por Walter de Gruyter. Fundada en 2001, la revista publica artículos sobre geometría. 
La revista está indexada por Mathematical Reviews y Zentralblatt MATH. Su MCQ de 2016 fue de 0,45 y su factor de impacto de 2021 fue de 0,763. 